# Ingrid Krämer
Ingrid Krämer, później Engel-Krämer i Gulbin-Krämer (ur. 29 lipca 1943 w Dreźnie) – niemiecka skoczkini do wody, wielokrotna medalistka olimpijska.
Brała udział w trzech igrzyskach (IO 60, IO 64, IO 68), na dwóch zdobywała medale (łącznie cztery). W 1960 triumfowała w obu rozgrywanych konkurencjach, dokonała tego jako pierwsza nie Amerykanka. Cztery lata później obroniła tytuł w skokach z trampoliny i była druga w skokach z wieży. W 1968 startowała tylko w skokach z trampoliny i zajęła piąte miejsce. Podczas pierwszych dwóch olimpijskich startów stanowiła część wspólnej niemieckiej ekipy, w 1968 startowała w barwach NRD.
W 1975 została przyjęta do International Swimming Hall of Fame.